# 1er janvier en sport
1er décembre 1er février
Chronologies thématiques
- Croisades
- Ferroviaires
- Disney

Le 1er janvier (1er jour de l'année) en sport.

## Événements

### XIXesiècle
- 1862 :
  - (Cricket) : premier jour de compétition pour la première tournée australienne de l’Équipe d'Angleterre de cricket[1].
- 1864 : 
  - (Cricket) : premier jour de compétition pour la 2e tournée australienne de l’équipe d'Angleterre de cricket[2]. La tournée de cette formation menée par George Parr passe également par la Nouvelle-Zélande[3].
- 1886 : 
  - (Rugby à XV) : fondation de l'International Rugby Football Board, son siège est à Dublin en Irlande. Il définit notamment les règles du jeu et organise les principales compétitions[4].

### XXesièclede1901à1950
- 1902 :
  - (Football américain) : première édition du Rose Bowl Game universitaire à Pasadena.
- 1904 :
  - (Football) : fondation du club belge du Royal Charleroi Sporting Club.
- 1905 :
  - (Football) : fondation du club argentin CA Independiente.
- 1906 :
  - (Rugby à XV) : premier match officiel de l'Équipe de France de rugby à XV contre la Nouvelle-Zélande, score final 8-38 pour les All-Blacks.
  - (Football) : Fondation du Racing Club de Lens
- 1910 :
  - (Football) : fondation du club argentin du CA Velez Sarsfield.
  - (Rugby à XV /Tournoi des Cinq Nations) : début du Tournoi des Cinq Nations et c'est la première édition disputée à cinq équipes avec l'intégration de la France à la compétition britannique. Le pays de Galles s'impose face aux Français sur le terrain de St Helens à Swansea 49-14.

### XXesièclede1951à2000
- 1965 :
  - (Compétition automobile /Formule 1) : début du Championnat du monde de Formule 1 qui commence par le Grand Prix automobile d'Afrique du Sud et est disputé sur le circuit Prince George. C'est le Britannique Jim Clark qui s'impose devant ses compatriotes John Surtees et Graham Hill.
- 1966 :
  - (Football américain /NFL) : à Dallas, en finale du Super Bowl, les Packers de Green Bay bat les Cowboys de Dallas 34 - 27 devant 74 152 spectateurs[5].
- 1968 :
  - (Compétition automobile /Formule 1) : début du Championnat du monde de Formule 1 qui commence par le Grand Prix automobile d'Afrique du Sud et est disputé sur le circuit de Kyalami. C'est le Britannique Jim Clark qui s'impose devant son compatriote Graham Hill et l'Autrichien Jochen Rindt.

### XXIesiècle
- 2020 :
  - (Hockey sur glace /Match en plein air de la LNH) : 12e édition de la Classique hivernale de la LNH, disputée au Cotton à Fair Park dans la ville de Dallas, Texas[6]. La partie oppose les Stars de Dallas et les Predators de Nashville et Dallas l'emporte 4 - 2 (0-2, 1-0, 3-0).
- 2022 :
  - (Compétition automobile /Rallye-raid) : départ du 44e Rallye Dakar qui se déroule jusqu'au 14 janvier 2022 en Arabie saoudite[7].

## Naissances

### XIXesiècle
- 1819 : 
  - Tom Hyer, boxeur américain. († 26 juin 1864).
- 1857 :
  - Tim Keefe, joueur de baseball américain. († 23 avril 1933).
- 1860 :
  - Alice Simpson, joueuse de tennis britannique. († 18 février 1939).
- 1862 :
  - Joe Warbrick, joueur de rugby à XV néo-zélandais. († 30 août 1903).

- 1863 : 

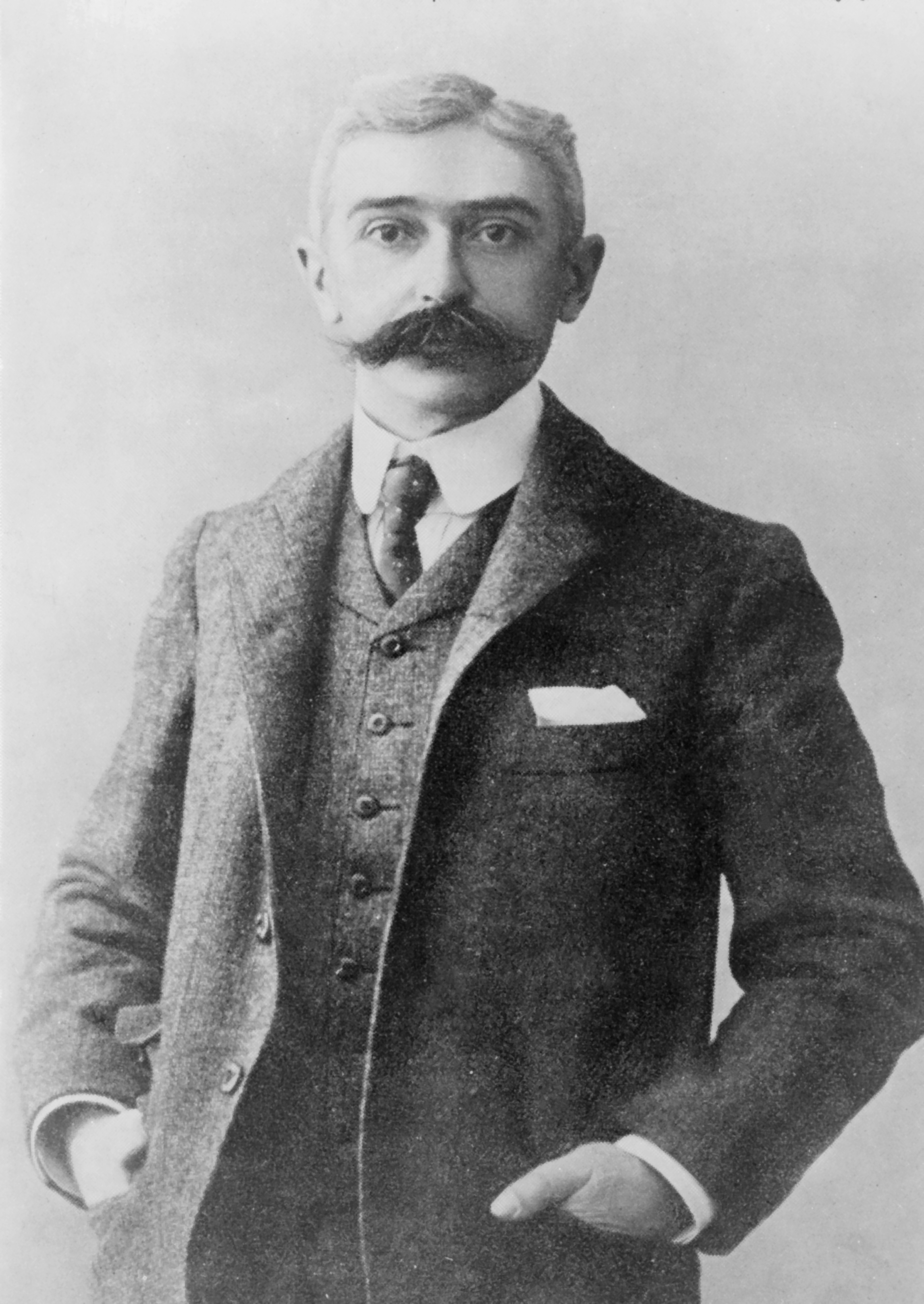
Pierre de Coubertin.

  - Pierre de Coubertin, pédagogue, historien et humaniste français. Rénovateur des Jeux olympiques de l'ère moderne. Fondateur et président du CIO de 1896 à 1925. († 2 septembre 1937).
- 1870 :
  - Bumpus Jones, joueur de baseball américain. († 25 juin 1938).
- 1871 :
  - Young Griffo, boxeur australien. Champion du monde poids plumes de boxe de 1890 à 1892. († 10 décembre 1927).
- 1875 :
  - Albert Curtis, joueur de tennis australien. († 12 septembre 1933).
- 1878 : 
  - Robert Walthour Senior, cycliste sur piste américain. Champion du monde de cyclisme sur piste du demi-fond 1904 et 1905. († 3 septembre 1949).
- 1883 : 
  - Alberto Barberis, footballeur italien. († 8 avril 1976).
- 1886 : 
  - Alfonso Albéniz, footballeur puis dirigeant sportif et diplomate espagnol. († 27 septembre 1941).
- 1889 :
  - Dario Beni, cycliste sur route italien. († 11 février 1969).
- 1890 : 
  - Alphonse Six, footballeur belge. (9 sélections en équipe de Belgique). († 19 août 1914).
- 1899 : 
  - Jack Beresford, rameur britannique. Médaillé d'argent du skiff aux Jeux d'Anvers 1920, champion olympique du skiff aux Jeux de Paris 1924, médaillé d'argent du huit aux Jeux d'Amsterdam 1928, champion olympique du quatre sans barreur aux Jeux de Los Angeles 1932 et du deux de couple aux Jeux de Berlin 1936. († 3 décembre 1977).

### XXesièclede1901à1950
- 1905 : 
  - Rodolfo Orlando Orlandini, footballeur argentin. Vainqueur de la Copa América 1929. (10 sélections en équipe d'Argentine). († 24 décembre 1990).
- 1909 : 
  - Marcel Balsa, pilote de courses automobile français. († 11 août 1984).
  - Laurent Di Lorto, footballeur français. (11 sélections en équipe de France). († 28 octobre 1989).
- 1911 : 
  - Hank Greenberg, joueur de baseball américain. († 4 septembre 1986).
- 1916 : 
  - Roger Lambrecht, cycliste sur route belge. († 4 août 1979).

- 1919 : 

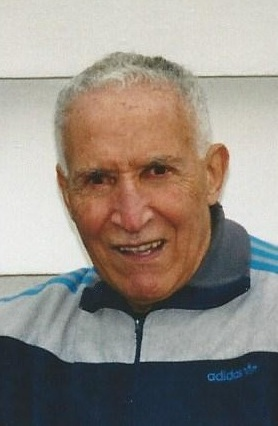
Alain Mimoun en 2001.

  - Rocky Graziano, boxeur américain. Champion du monde poids moyens de 1947 à 1948. († 22 mai 1990).
- 1920 : 
  - Marceau Stricanne, footballeur français. (1 sélection en équipe de France). († 25 juillet 2012).
- 1921 : 
  - Clifford Bourland, athlète de sprint américain. Champion olympique du relais 4×400 m aux Jeux de Londres 1948. († 1er février 2018).
  - Alain Mimoun, athlète de fond français. Médaillé d'argent du 10 000 m aux Jeux de Londres 1948, du 5 000 et du 10 000 m aux Jeux d'Helsinki 1952 puis champion olympique du marathon aux Jeux de Melbourne 1956. Médaillé d'argent du 5 000 et du 10 000 m aux CE d'athlétisme 1950. († 27 juin 2013).
- 1925 :
  - Joseph Crespo, joueur de rugby à XV et à XIII français. Vainqueur des Coupes d'Europe des nations de rugby à XIII 1949, 1951 et 1952. (28 sélections avec l'équipe de France de rugby à XIII). († 7 mai 2004).
- 1927 :
  - François Geeraerts, footballeur belge. († 12 novembre 2008).
- 1929 : 
  - Aulis Kallakorpi, sauteur à ski finlandais. Médaillé d'argent aux Jeux de Cortina d'Ampezzo 1956. († 15 mai 2005).
- 1931 :
  - Donald Fontana, joueur de tennis canadien. († 17 juillet 2015).
- 1932 : 
  - John Aiken, hockeyeur sur glace américain. († 2 novembre 2021).
  - Richard Boucher, footballeur puis entraîneur et directeur sportif français. (3 sélections en équipe de France). († 24 septembre 2017).
- 1934 : 
  - Marcel Cassiède, joueur de rugby à XV français. (3 sélections en équipe de France). († 31 juillet 2018).
  - Zakir Hussain, hockeyeur sur gazon pakistanais. Médaillé d'argent aux Jeux de Melbourne 1956 et champion olympique aux Jeux de Mexico 1968. († 19 août 2019).
- 1935 : 
  - Chinesinho, footballeur puis entraîneur brésilien. (17 sélections en équipe du Brésil). († 16 avril 2011).
- 1936 : 
  - Louis Rostollan, cycliste sur route français. († 13 novembre 2020).
- 1937 : 
  - Vlatko Marković, footballeur puis entraîneur yougoslave puis croate. (16 sélections avec l'équipe de Yougoslavie). Sélectionneur de l'équipe de Croatie de 1993 à 1994. († 23 septembre 2013).
- 1938 : 
  - Gimax, pilote de courses automobile d'endurance italien. († 14 janvier 2021).
  - Bertil Karlsson, hockeyeur sur glace suédois. Champion du monde de hockey sur glace 1962. († 9 mars 2011).
- 1939 : 
  - Phil Read, pilote de moto anglais. Champion du monde de vitesse moto  250 cm3 1964, 1965, 1968, 1971. Champion du monde de vitesse moto 125 cm3 1968. Champion du monde de vitesse moto 500 cm3 1973 et 1974. († 6 octobre 2022).
  - Raymond Touroul, pilote de courses automobile de rallye et d'endurance français. († 11 mars 2006).
- 1942 : 
  - Nigel Burgess, navigateur et homme d'affaires britannique. († 26 novembre 1992).
- 1943 :
  - Herbert Blöcker, cavalier de concours complet allemand. Médaillé d'argent par équipes aux Jeux de Montréal 1976 puis d'argent en individuel et de bronze par équipes aux Jeux de Barcelone 1992. († 15 février 2014).

- 1944 :

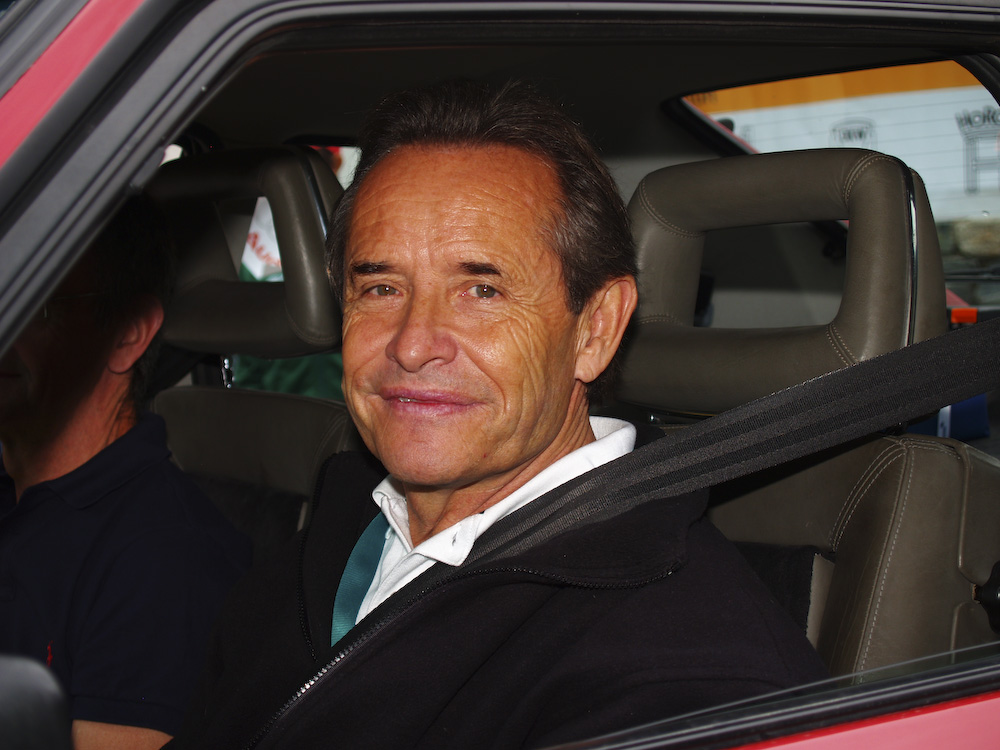
Jacky Ickx.

  - Adolfo Calisto, footballeur portugais. († 29 août 2024).
- 1945 : 
  - Jacky Ickx, pilote de F1 et de courses automobile d'endurance belge. (8 victoires en Grand Prix). Vainqueur des 24 Heures du Mans 1969, 1975, 1976, 1977, 1981 et 1982.
  - Martin Schanche, pilote de rallycross et de courses automobile d'endurance norvégien.
- 1946 : 
  - Roberto Rivellino, footballeur brésilien. Champion du monde de football 1970. (92 sélections en équipe du Brésil).
- 1947 : 
  - Henri Magois, joueur de rugby à XV français. (3 sélections en équipe de France).
- 1948 : 
  - Dick Quax, athlète de demi-fond et de fond néo-zélandais. Médaillé d'argent du 5 000m aux Jeux de Montréal 1976. († 28 mai 2018).

### XXesièclede1951à2000
- 1951 :
  - Ally McLeod, footballeur écossais. († 1er février 2004).
  - Lars Erik Nielsen, pilote de course automobile d’endurance danois.
  - Hans Joachim Stuck, pilote de F1 et d’endurance allemand. Vainqueur des 24 Heures du Mans 1986 et 1987.
- 1952 :
  - François Chatriot, pilote de courses de rallyes automobile français.
- 1953 :
  - Jean-Marc Schaer, footballeur français.
- 1955 :
  - Enda O'Coineen, navigateur irlandais.
  - LaMarr Hoyt, 66 ans, lanceur de baseball américain. († 29 novembre 2021).
- 1956 :
  - Mike Mitchell, basketteur américain. († 9 juin 2011).

- 1957 :

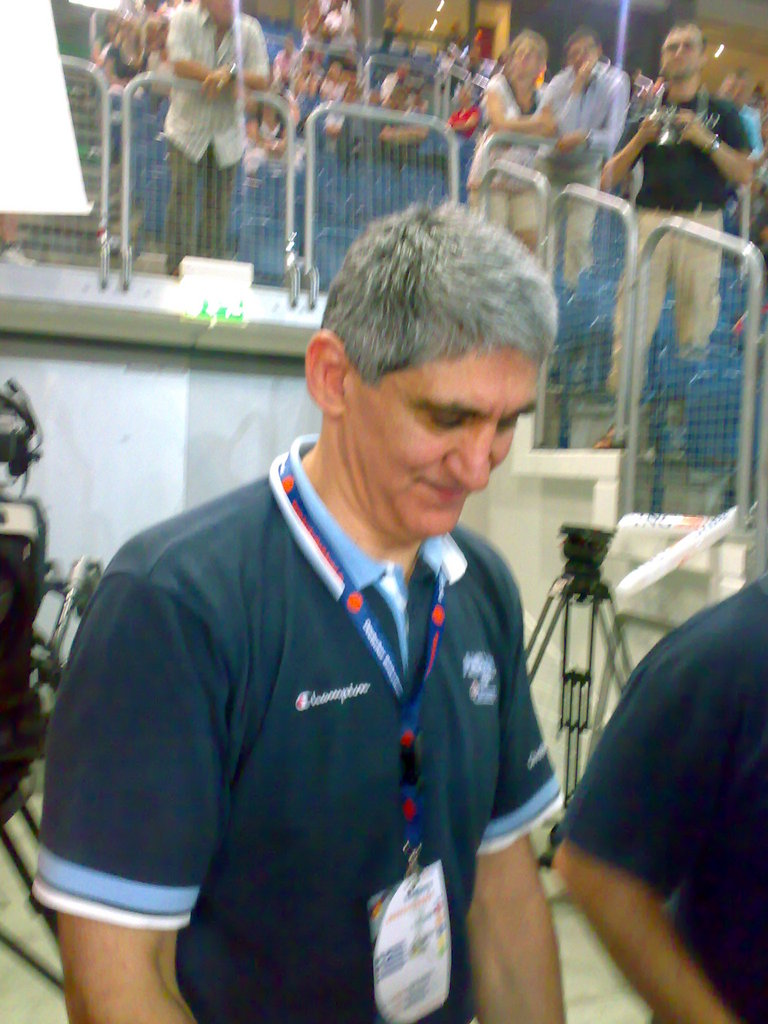
Panayótis Yannákis.

  - Volodymyr Kyselyov, athlète de lancers soviétique puis ukrainien. Champion olympique du poids aux Jeux de Moscou 1980.
  - Ramaz Shengelia, footballeur soviétique puis géorgien. Vainqueur de la Coupe d'Europe des vainqueurs de coupe 1981. (26 sélections avec l'équipe d'Union soviétique).  († 21 juin 2012).
- 1958 :
  - Erni Maissen, footballeur suisse. (29 sélections en équipe de Suisse).
- 1959 :
  - Alister Campbell, joueur de rugby à XV écossais. Vainqueur du Grand Chelem 1984. (15 sélections en équipe d'Écosse).
  - Panayótis Yannákis, basketteur puis entraîneur grec. Champion d'Europe de basket-ball 1987 et 2005. Vainqueur de la Coupe Saporta 1993 et de l'Euroligue 1996. (351 sélections en équipe de Grèce). Sélectionneur de l'équipe de Grèce de 1997 à 1998 et de 2004 à 2008 puis de l'équipe de Chine de 2013 à 2014.

- 1961 :

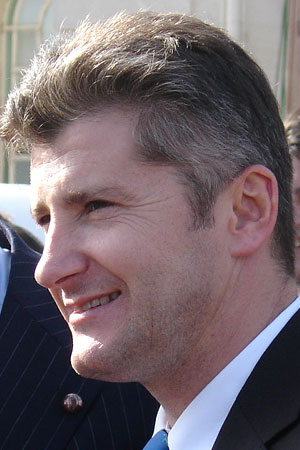
Davor Šuker.

  - Davide Cassani, cycliste sur route puis consultant TV italien.
- 1963 :
  - Alberigo Evani, footballeur puis entraîneur italien. Vainqueur de la Coupe des clubs champions 1989 et 1990. (15 sélections en équipe d'Italie).
  - Jean-Marc Gounon, pilote de course automobile français.
  - Dražen Ladić, footballeur puis entraîneur yougoslave puis croate. (2 sélections avec l'équipe de Yougoslavie et 61 avec l'équipe de Croatie).
- 1964 :
  - Gilbert Delé, boxeur française. Champion du monde poids super-welters du 23 février 1991 au 1er octobre 1991.
  - Susan Devoy, joueuse de squash néo-zélandaise. Championne du monde de squash 1985, 1987, 1990 et 1992. Victorieuse des British Open 1984, 1985, 1986, 1987, 1988, 1989, 1990 et 1992.
- 1965 :
  - Assiat Saitov, cycliste sur route soviétique puis russe.
- 1966 :
  - Jon Callard, joueur de rugby à XV anglais. (5 sélections en équipe d'Angleterre).
- 1967 :
  - Derrick Thomas, joueur de foot U.S. américain. († 8 février 2000).

- 1968 :

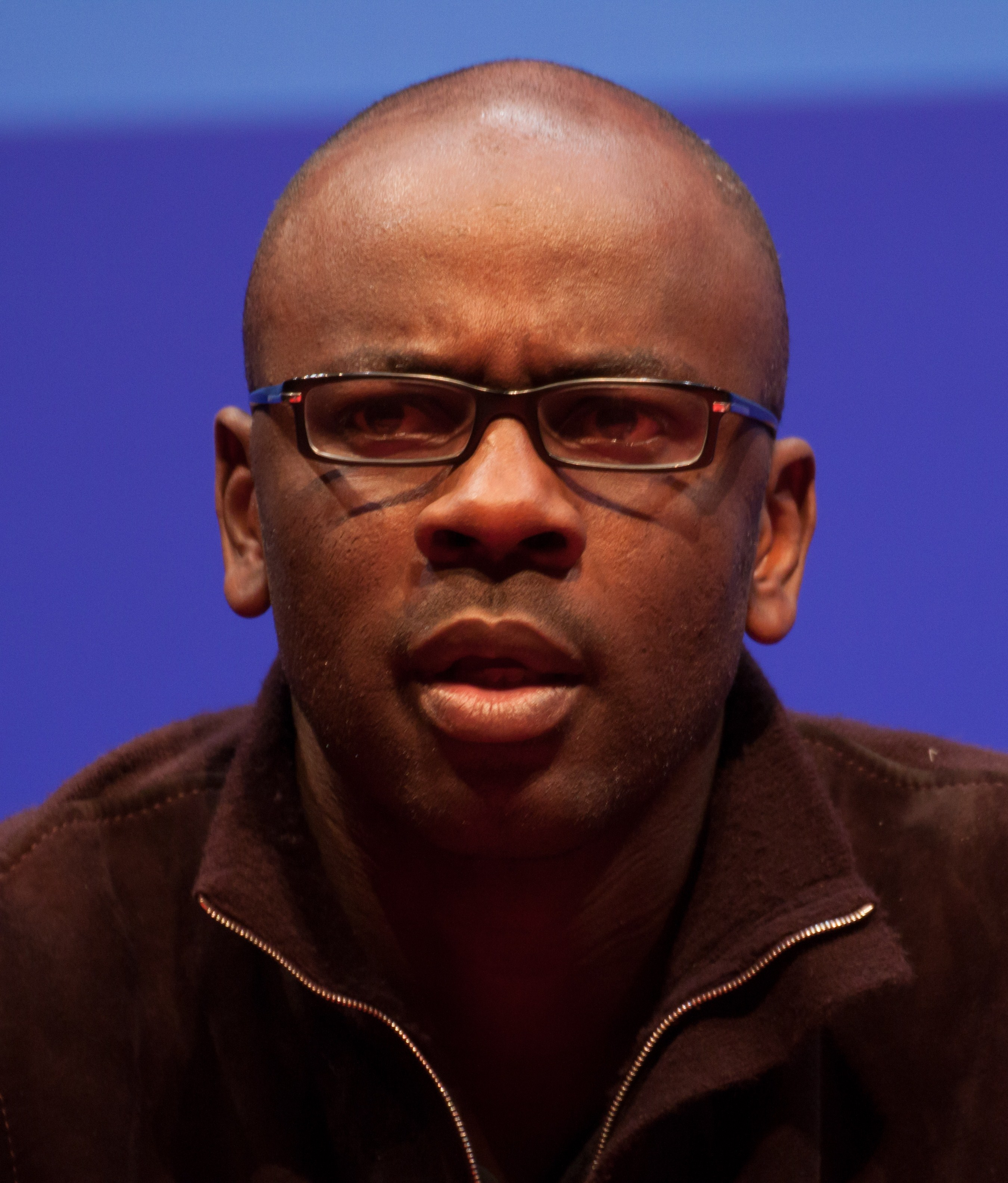
Lilian Thuram.

  - Davor Šuker, footballeur yougoslave puis croate. Vainqueur de la Ligue des champions 1998. (2 sélections avec l'équipe de Yougoslavie et 69 avec l'équipe de Croatie).
- 1970 :
  - Mehmet Çekiç, skieur handisport franco-turc.
- 1971 :
  - Bobby Holik, hockeyeur sur glace tchécoslovaque puis tchèque.
  - Kevin Mitchell, joueur de football U.S. américain. († 1er mai 2007).
- 1972 :
  - Lilian Thuram, footballeur français. Champion du monde de football 1998. Champion d'Europe de football 2000. Vainqueur de la Coupe UEFA 1999. (142 sélections en équipe de France).
- 1973 :
  - Massimiliano Perziano, joueur de rugby à XV italien. (10 sélections en équipe d'Italie).
- 1975 :
  - Myriam Lamare, boxeuse puis femme politique française. Championne du monde de boxe 2002.
- 1976 :
  - Zablon Amanaka, footballeur kényan. (38 sélections en équipe du Kenya). († 28 mai 2021).
  - Mustafa Dogan, footballeur allemand. (2 sélections en équipe d'Allemagne).

- 1977 :

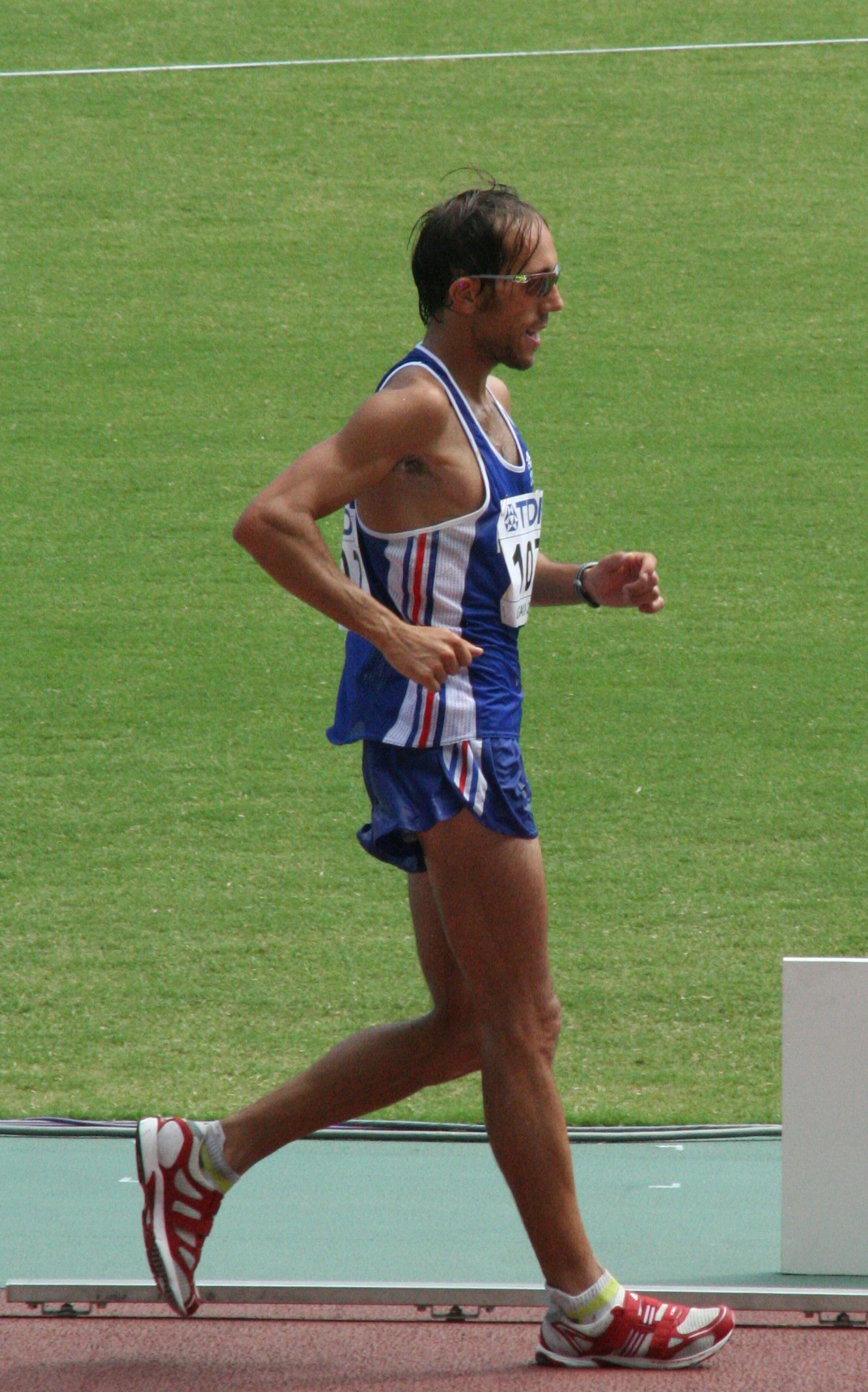
Yohann Diniz.

  - Leoš Friedl, joueur de tennis tchèque.
  - Alaeldin Ahmed Gibril, footballeur soudanais. (6 sélections en équipe du Soudan).
  - Hasan Salihamidžić, footballeur bosnien. Vainqueur de la Ligue des champions 2001. (43 sélections en équipe de Bosnie-Herzégovine).
- 1978 :
  - Bahaeldin Abdallah, footballeur soudanais.
  - Abdelillah Bagui, footballeur marocain. (15 sélections en Équipe du Maroc).
  - Yohann Diniz, athlète de marche français. Médaillé d'argent du 50 km marches aux Mondiaux 2007 et champion du monde d'athlétisme du 50 km marche 2017. Champion d'Europe d'athlétisme du 50 kilomètres marche 2006, 2010 et 2014. Détenteur du Record du monde du 50 kilomètres marche depuis le 15 août 2014 et du 20km marche du 8 mars 2015 au 15 mars 2015.
  - Philip Mulryne, footballeur nord-irlandais. (27 sélections en équipe d'Irlande du Nord).
  - Xavier Samin, footballeur franco-tahitien. Champion d'Océanie de football 2012.
- 1979 :
  - Fady El Khatib, basketteur libanais. (8 sélections en équipe du Liban).
  - Adil Kaouch, athlète de demi-fond marocain.
  - Cassio Lincoln, footballeur brésilien.
  - Stephan Saint-Lary, joueur de rugby à XV français.
  - Vyatcheslav Svidersky, footballeur ukrainien. (12 sélections en équipe d'Ukraine).
- 1980 :
  - Jérôme Moreau, joueur de rugby à XV français. Vainqueur du Challenge européen 2007.
  - David Navarro, footballeur espagnol. Vainqueur de la Coupe UEFA 2004.
  - Mark Nichols, curleur canadien. Champion olympique aux Jeux de Turin 2006.
  - Juan de Dios Pérez, footballeur panaméen. (36 sélections en équipe du Panama).

- 1981 :

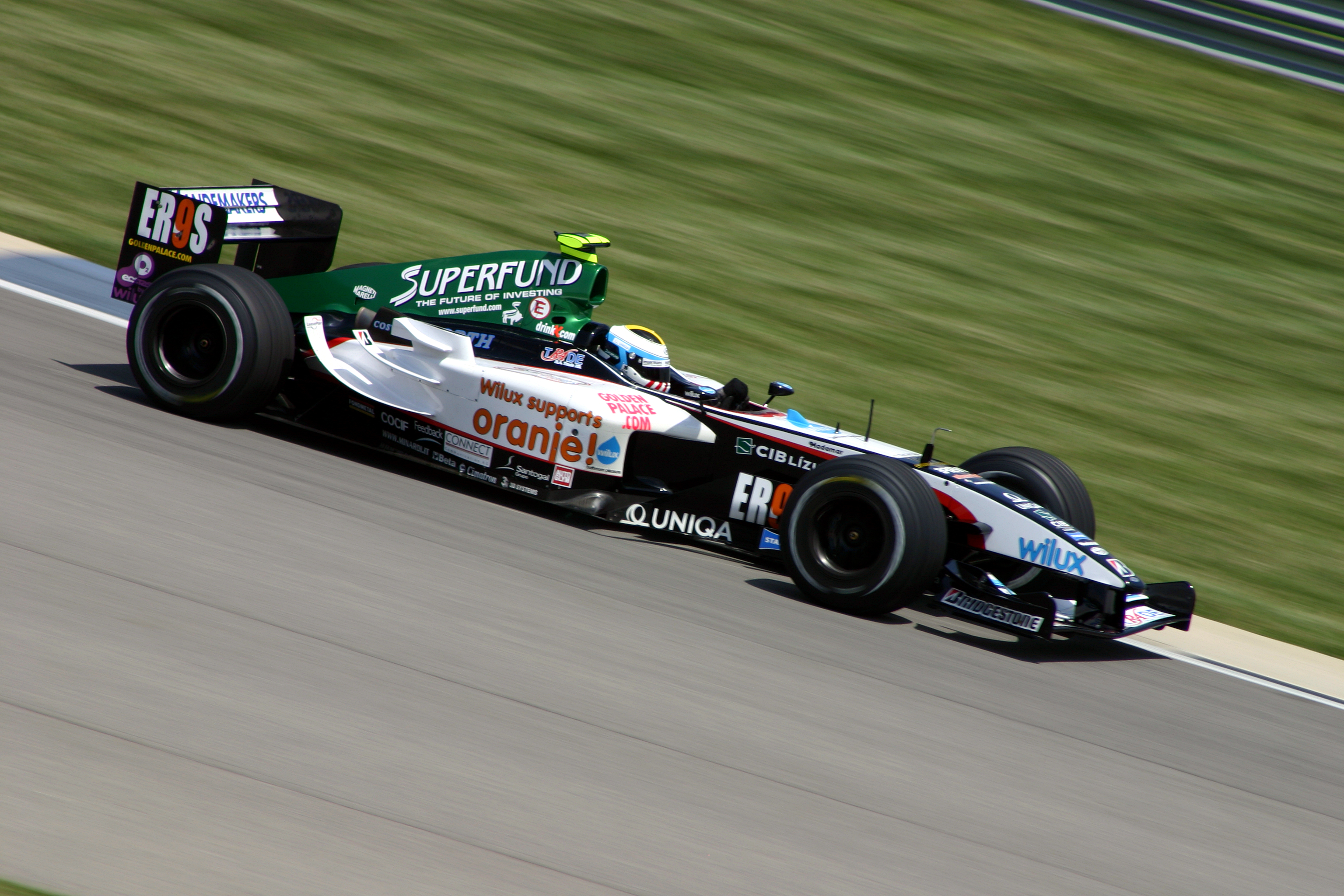
Zsolt Baumgartner.

  - Yacine Abdessadki, footballeur franco-marocain. (16 sélections avec équipe du Maroc).
  - Rabah Aboud, athlète de fond algérien.
  - Zsolt Baumgartner, pilote de F1 hongrois.
  - Moumouni Dagano, footballeur burkinabé. (83 sélections en équipe du Burkina Faso).
  - Matthew Griffin, pilote de courses automobile irlandais.
  - Óscar Miñambres, footballeur espagnol.
  - Mladen Petrić, footballeur croatio-suisse. (45 sélections avec l'équipe de Croatie).

- 1982 :

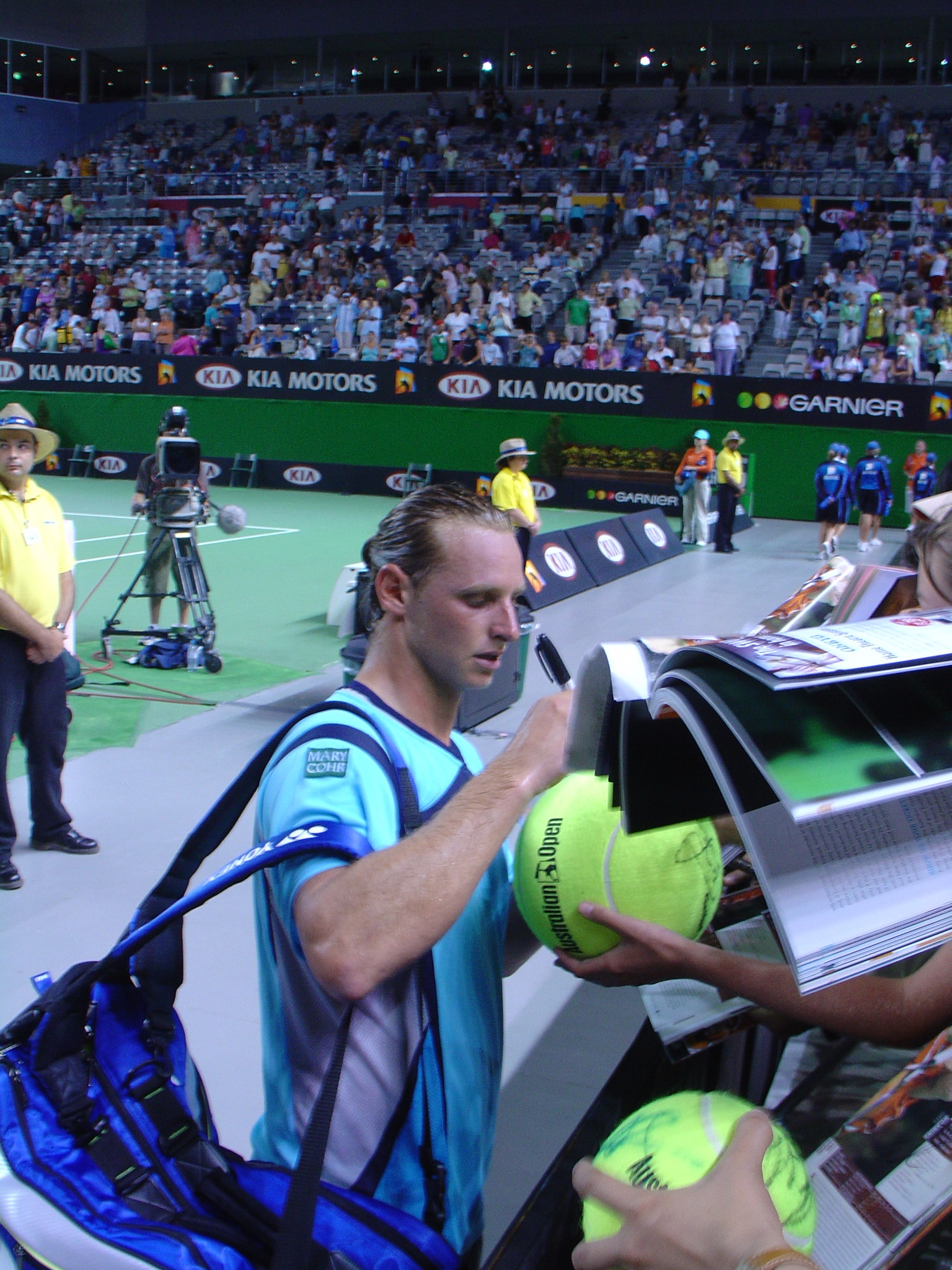
David Nalbandian.

  - Benoît Angbwa, footballeur camerounais. (18 sélections en équipe du Cameroun).
  - Egidio Arévalo, footballeur mexico-uruguayen. Vainqueur de la Copa América 2011. (90 sélections avec l'Équipe d'Uruguay).
  - Ariel Castellina, joueur de rugby à XV argentin. (3 sélections en équipe d'Argentine).
  - Yves Donguy, joueur de rugby à XV français. Vainqueur de la Coupe d'Europe de rugby 2010. (2 sélections en équipe de France).
  - Levan Ghvaberidze, joueur de rugby à XV géorgien. (1 sélection en équipe de Géorgie).
  - Daniel Hauser, skieur suisse.
  - Radoslaw Matusiak, footballeur polonais. (15 sélections en équipe de Pologne).
  - David Nalbandian, joueur de tennis argentin. Vainqueur des Masters 2005.
- 1983 :
  - Hamouda Bashir, footballeur soudanais.
  - Alex Cordaz, footballeur italien.
  - Omar Daoud, footballeur libyen. (15 sélections en équipe de Libye). († 9 mai 2018).
  - Daniel Jarque, footballeur espagnol. († 8 août 2009).
  - Park Sung-hyun, archère sud-coréenne. Championne olympique en individuelle et par équipes aux Jeux d'Athènes 2004 puis championne olympique par équipes et médaillée d'argent en individuelle aux Jeux de Pékin 2008.

- 1984 :

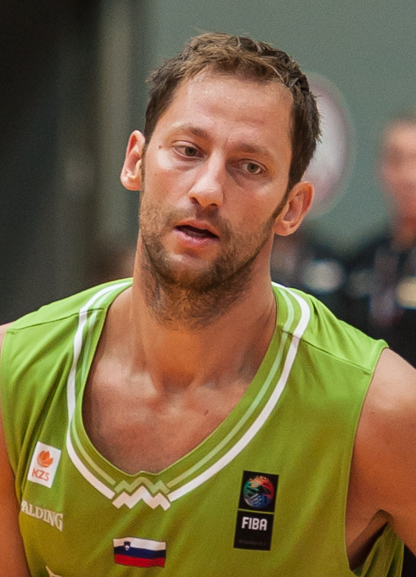
Saša Zagorac.

  - Marianna Balashova, joueuse de rugby à XV kazakhe.
  - Antoine Battut, joueur de rugby à XV français. Vainqueur du Challenge européen 2016. (3 sélections en équipe de France).
  - Franco Dolci, footballeur italo-argentin.
  - Paolo Guerrero, footballeur péruvien. (122 sélections en équipe du Pérou).
  - Hocine Metref, footballeur algérien. Vainqueur de la coupe des clubs champions 2009 et la coupe des vainqueurs de coupe 2010. (8 sélections en équipe d'Algérie).
  - Rubens Sambueza, footballeur argentino-mexicain. Vainqueur des Ligue des champions de la CONCACAF 2015 et 2016.
  - Fernando San Emeterio, basketteur espagnol. Médaillé d'argent aux Jeux de Londres 2012. Champion d'Europe de basket-ball 2011 et 2015. Vainqueur des EuroCoupes 2007 et 2019. (109 sélections en équipe d'Espagne.
  - Saša Zagorac, basketteur slovène. Champion d'Europe de basket-ball 2017. (23 sélections en équipe de Slovénie).

- 1985 :

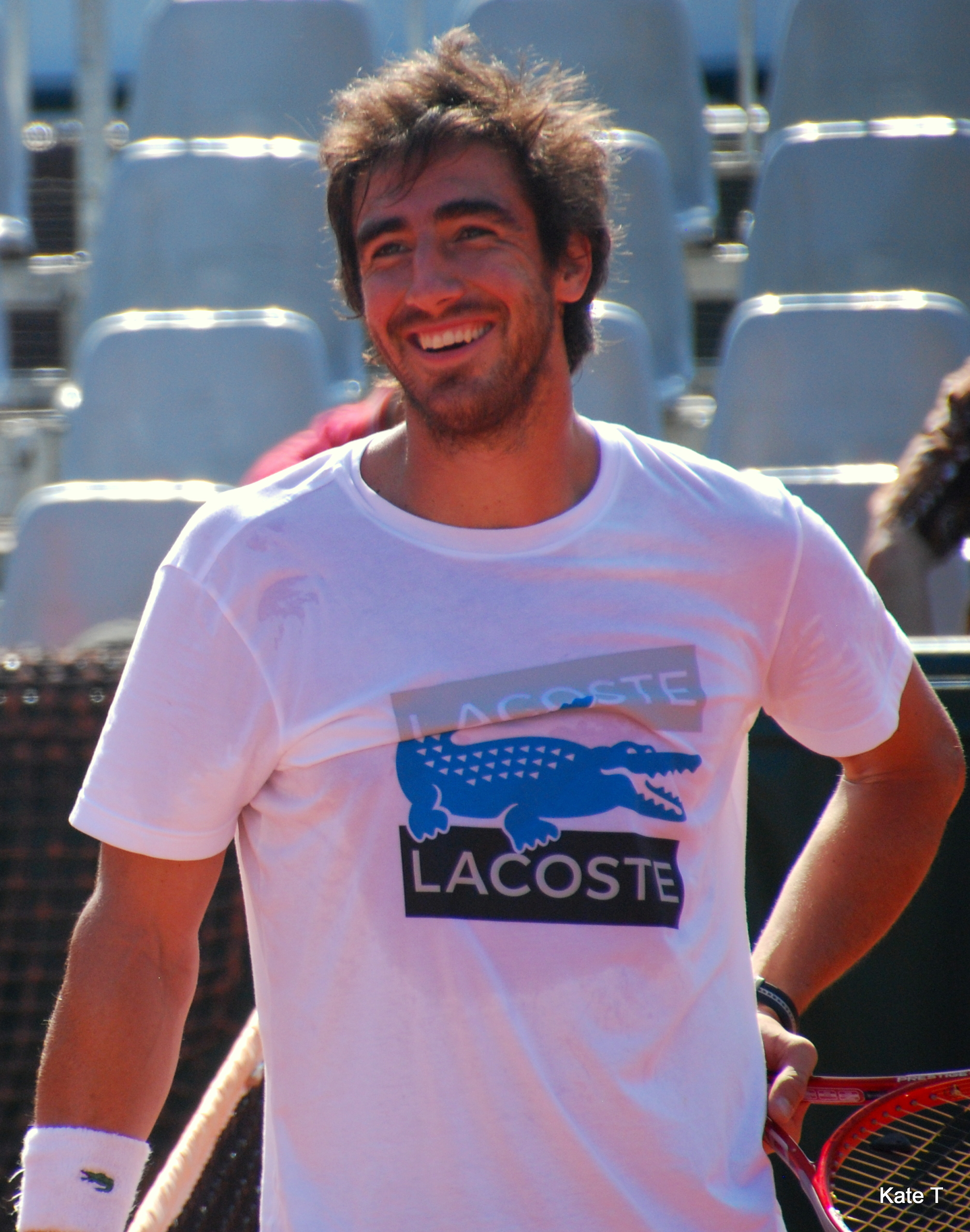
Pablo Cuevas.

  - Jeff Carter, hockeyeur sur glace canadien. Champion olympique aux Jeux de Sotchi 2014. (15 sélections en équipe du Canada).
  - Steven Davis, footballeur nord-irlandais. (130 sélections en équipe d'Irlande du Nord).
  - Mohamed Ali El Khider, footballeur soudanais. (12 sélections en équipe du Soudan).
  - Oscar Gatto, cycliste sur route italien.
  - Kalililo Kakonje, footballeur zambien. Champion d'Afrique de football 2012. (19 sélections en équipe de Zambie).
  - Luis Rodríguez, footballeur argentin. (1 sélection en équipe d'Argentine).
  - Jackie Shiels, joueuse de rugby à XV irlandaise. (6 sélections en équipe d'Irlande).
  - Tiago Splitter, basketteur brésilien.
  - Jano Vermaak, joueur de rugby à XV sud-africain. (3 sélections en équipe d'Afrique du Sud).
- 1986 :
  - Marat Bikmoev, footballeur ouzbek. (56 sélections en équipe d'Ouzbékistan).
  - Abdelwahed Chakhssi, footballeur marocain.
  - Pablo Cuevas, joueur de tennis argentin.
  - Davies Nkausu, footballeur zambien. Champion d'Afrique des nations de football 2012. (27 sélections en équipe de Zambie).
  - Ahmed Shedid Qinawi, footballeur égyptien. Vainqueur de la Ligue des champions 2012. (10 sélections en équipe d'Égypte).
  - Jean-Philippe Sol, volleyeur français. (97 sélections en équipe de France).
  - Martin Woods, footballeur écossais.

- 1987 :

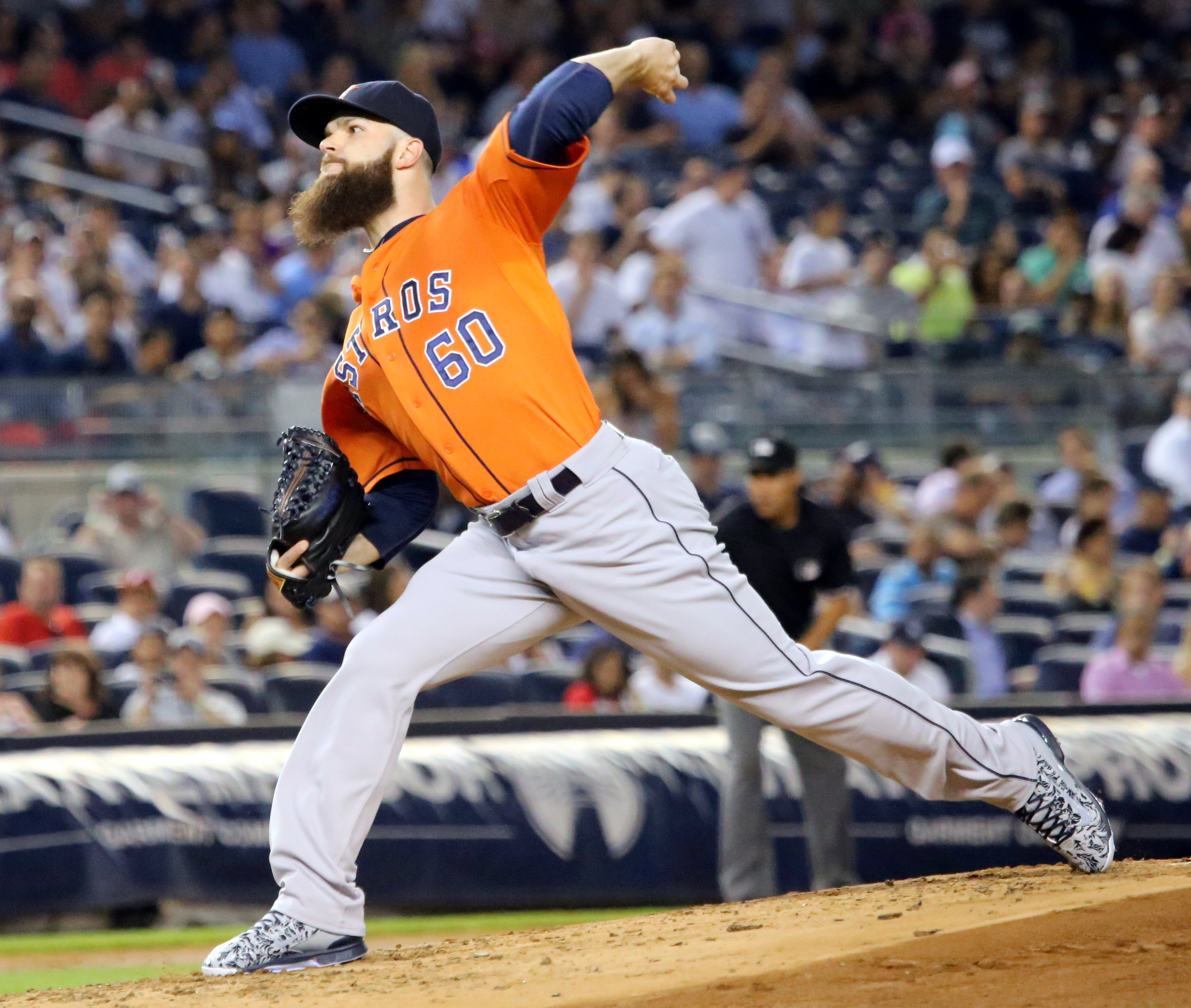
Dallas Keuchel.

  - Gilbert Brulé, hockeyeur sur glace canadien. Médaillé de bronze aux Jeux de Pyeongchang 2018. (5 sélections en équipe du Canada).
  - Meryl Davis, patineuse de danse sur glace américaine. Médaillée d'argent aux Jeux de Vancouver 2010 puis championne olympique aux Jeux de Sotchi 2014. Championne du monde de patinage artistique 2011 et 2013.
  - Patric Hörnqvist, hockeyeur sur glace suédois. Champion du monde de hockey sur glace 2018. (64 sélections en équipe de Suède).
  - Ayrat Mardeev, pilote de courses de rallye-raid camion russe. Vainqueur du Rallye Dakar 2015.
  - Jacques Naude, joueur de rugby à XV français.
  - Kidane Tadasse, athlète de fond érythréen.
  - Mohamed Kalilou Traoré, footballeur malien. (16 sélections en équipe du Mali).
- 1988 :
  - Víctor Ayala, footballeur paraguayen. (22 sélections en équipe du Paraguay).
  - Christina Bauer, volleyeuse franco-norvégienne. (164 sélections avec l'équipe de France).
  - Zouhaier Dhaouadi, footballeur tunisien. Champion d'Afrique des nations de football 2011. (31 sélections en équipe de Tunisie).
  - Marcel Gecov, footballeur tchèque. (1 sélection en équipe de République tchèque).
  - Alex Howes, cycliste sur route américain.
  - Dallas Keuchel, joueur de baseball américain.
  - Onur Kıvrak, footballeur turc. (13 sélections en équipe de Turquie).
  - Mohamed Loudf, handballeur algérien. (25 sélections en équipe d'Algérie).
  - Romain Sicard, cycliste sur route français.
  - Assimiou Touré, footballeur togolais. (15 sélections en équipe du Togo).
  - Kendall Waston, footballeur costaricien. (52 sélections en équipe du Costa Rica).

- 1989 :

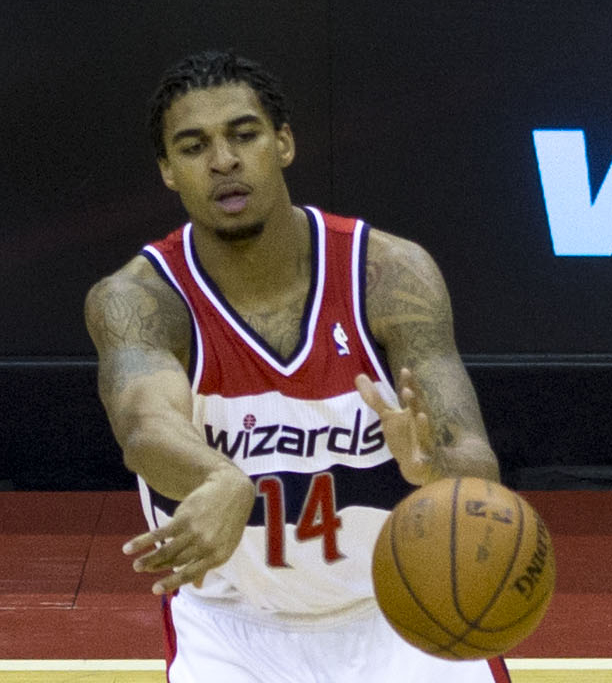
Glen Rice Jr..

  - Essaïd Belkalem, footballeur algérien. (19 sélections en équipe d'Algérie).
  - Raneem El Weleily, joueuse de squash égyptienne. Championne du monde de squash féminin 2017. Victorieuse de l'US Open 2018.
  - Zouhair Feddal, footballeur hispano-marocain. (21 sélections avec l'équipe du Maroc).
  - Teheivarii Ludivion, footballeur franco-tahitien. Champion d'Océanie de football 2012.
  - Jason Pierre-Paul, joueur de foot U.S. américain.
- 1990 :
  - Julia Glushko, joueuse de tennis israélienne.
  - Rouslan Kambolov, footballeur russe. (6 sélections en équipe de Russie).
  - Ali Maaloul, footballeur tunisien. Vainqueur des Ligues des champions de la CAF 2020 et 2021. (90 sélections en équipe de Tunisie).
  - Ahmad Madania, footballeur syrien. (10 sélections en équipe de Syrie).
  - Wesley Pardin, handballeur français. (18 sélections en équipe de France).
  - Yann Thimon, footballeur français.
  - Marina Zambelli, volleyeuse italienne. Victorieuse de la Ligue des champions de volley-ball féminin 2010.
- 1991 :
  - Abdoulaye Ba, footballeur sénégalais. (6 sélections en équipe du Sénégal).
  - Glen Rice Jr., basketteur américain.
  - Darius Slay, joueur de foot U.S. américain.

- 1992 :

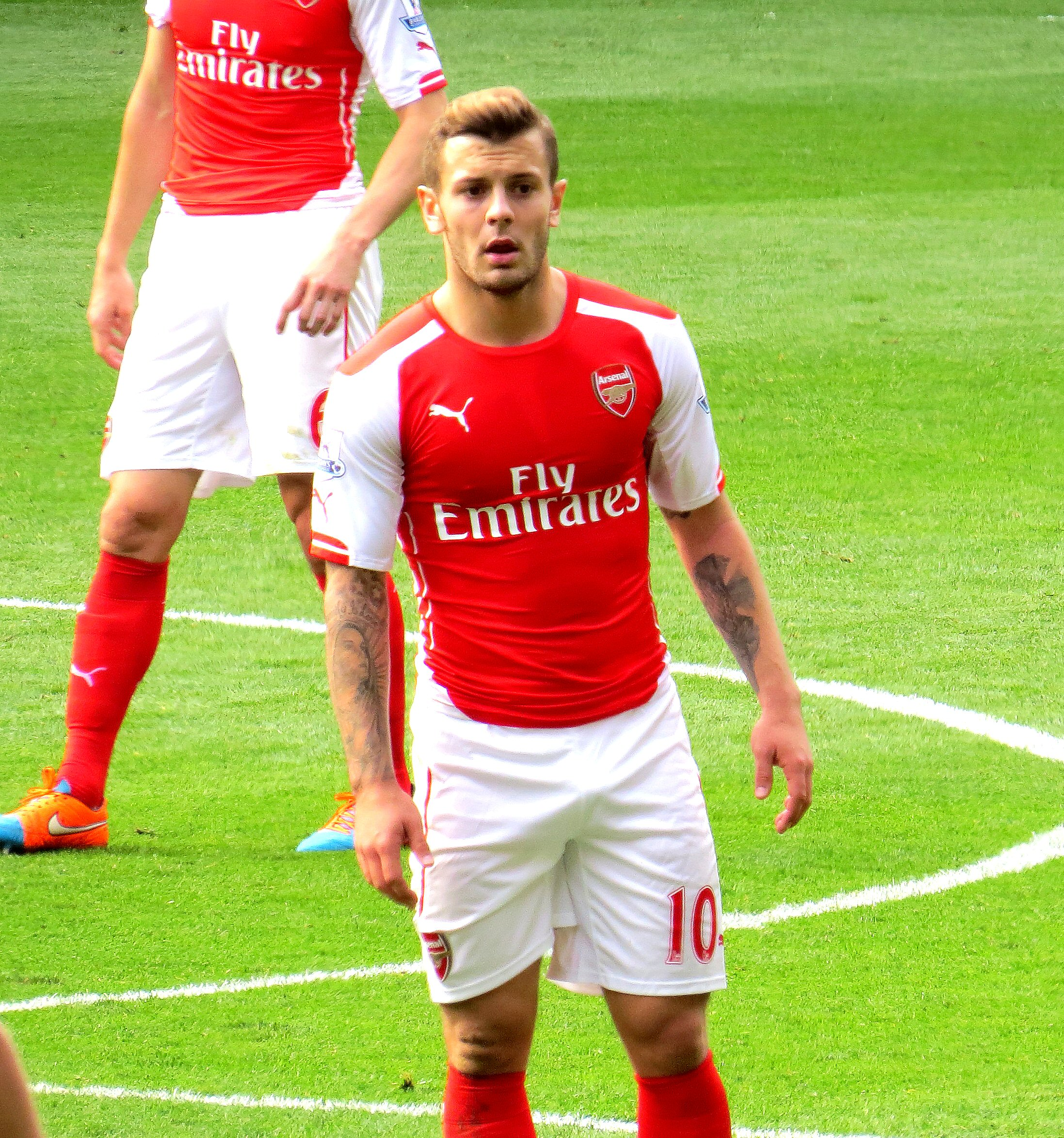
Jack Wilshere.

  - Iván Balliu, footballeur hispano-albanais. (3 sélections avec l'équipe d'Albanie).
  - Alaya Brigui, footballeur tunisien. (4 sélections en équipe de Tunisie).
  - Katherine Choong, escaladeuse suisse.
  - Shane Duffy, footballeur irlandais. (51 sélections en équipe de république d'Irlande).
  - Kamalaldin Mallash, handballeur syrien puis qatari. (86 sélections avec l'équipe du Qatar).
  - Charles Traoré, footballeur franco-malien. (11 sélections avec l'équipe du mali).
  - Jack Wilshere, footballeur anglais. (34 sélections en équipe d'Angleterre).

- 1993 :

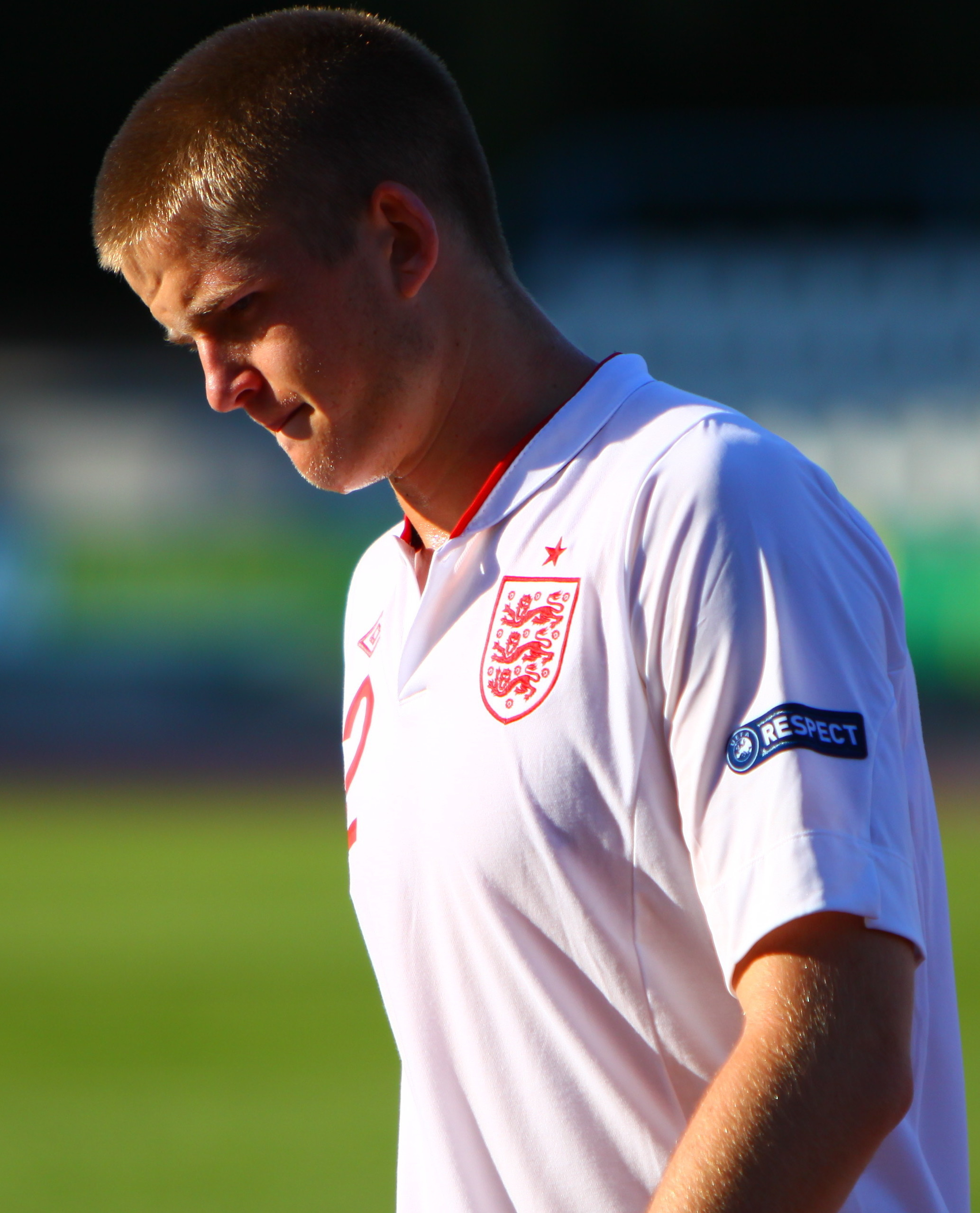
Eric Dier.

  - Gamze Alikaya, volleyeuse turque. (4 sélections en équipe de Turquie).
  - André Biyogo Poko, footballeur gabonais. (76 sélections en équipe du Gabon).
  - Chouaïb Debbih, footballeur algérien.
  - Abdoulaye Doucouré, footballeur franco-malien. (2 sélections avec l'équipe du Mali).
  - Jon Flanagan, footballeur anglais. (1 sélection en équipe d'Angleterre).
  - Sifan Hassan, athlète de demi-fond et de fond éthiopienne puis néerlandaise. Championne olympique du 5 000 et du 10 000m puis médaillée de bronze du 1 500m aux Jeux de Tokyo 2020. Championne du monde d'athlétisme du 1 500m et du 10 000m 2019. Championne d'Europe d'athlétisme du 1 500m 2014 et du 5 000m 2018.
  - Larry Nance, Jr., basketteur américain.
  - Julien Palma, cycliste sur piste français. Médaillé de bronze de la vitesse par équipes aux Mondiaux 2013.
  - Ártemis Spanoú, basketteuse grecque. (20 sélections en équipe de Grèce).
- 1994 :
  - Benjamin Cavet, skieur acrobatique français. Médaillé d'argent des bosses aux Mondiaux 2017 et 2021.
  - Eric Dier, footballeur anglo-portugais. (49 sélections avec l'équipe d'Angleterre).
  - Emilie Hegh Arntzen, handballeuse norvégienne. Médaillée de bronze aux Jeux de Rio 2016. Championne du monde féminin de handball 2021. Championne d'Europe de handball féminin 2014 et 2016. (140 sélections en équipe de Norvège).
  - Abdoul Aziz Kaboré, footballeur burkinabé. (3 sélections en équipe du Burkina Faso).
  - Mohammed Osman, footballeur néerlando-syrien. (19 sélections avec l'équipe de Syrie).
  - Issiaga Sylla, footballeur guinéen. (79 sélections en équipe de Guinée).
- 1995 :
  - Sardar Azmoun, footballeur iranien. (75 sélections en équipe d'Iran).
  - Bryan Róchez, footballeur hondurien. (20 sélections en équipe du Honduras).
  - Tomos Williams, joueur de rugby à XV gallois. Vainqueur du Challenge européen 2018 et du Grand Chelem 2019 et du Tournoi des Six Nations 2021. (52 sélections en équipe du pays de Galles).

- 1996 :

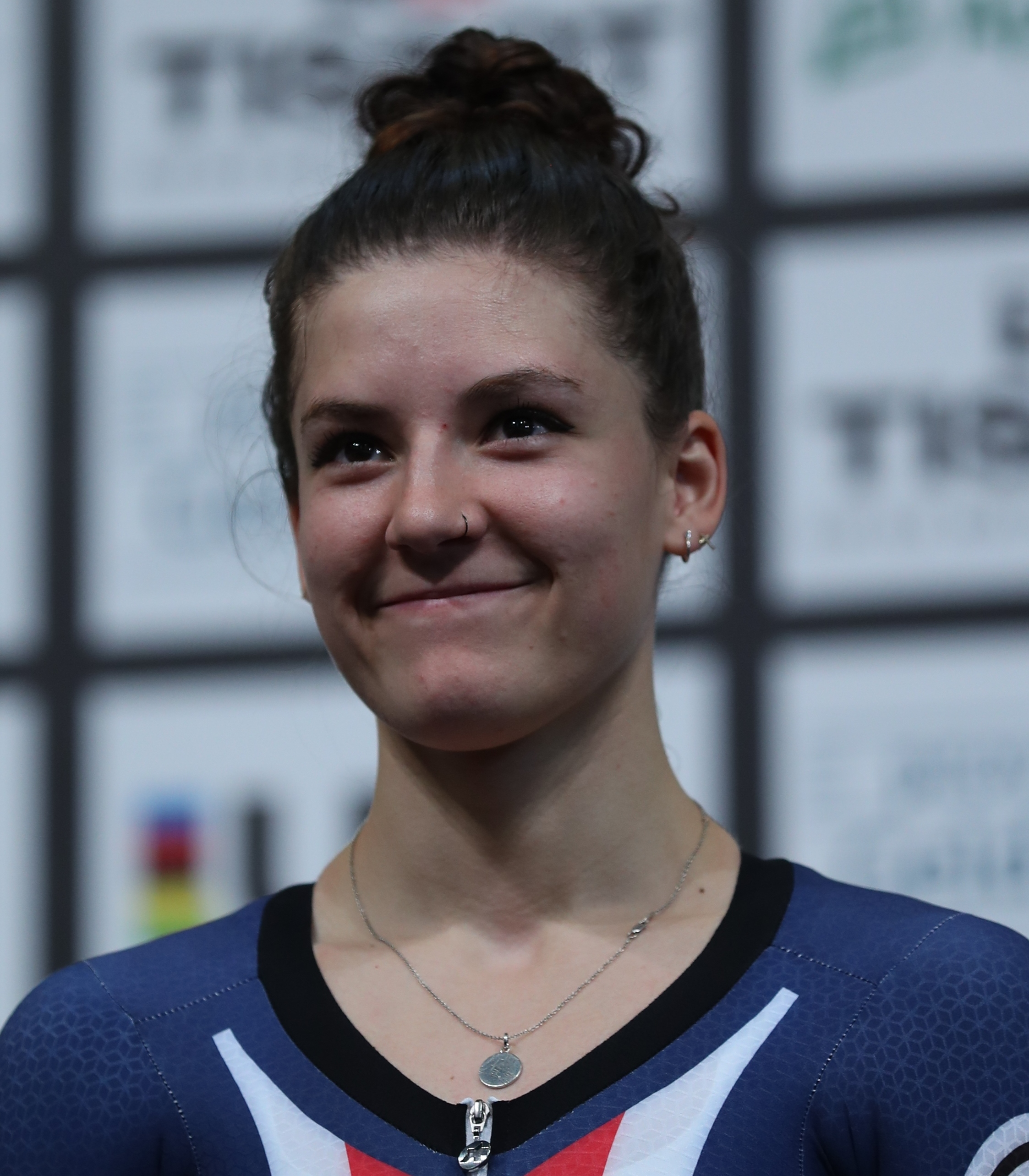
Chloé Dygert.

  - Mahmoud Dahoud, footballeur germano-syrien. (2 sélections avec l'équipe d'Allemagne).
  - Mathias Jensen, footballeur danois. (30 sélections en équipe du Danemark).
  - Habib Maïga, footballeur ivoirien. (13 sélections en équipe de Côte d'Ivoire).
  - Andreas Pereira, footballeur brésilien. (6 sélections en équipe du Brésil).
  - Mette Tranborg, handballeuse danoise. (57 sélections en équipe du Danemark).
- 1997 :
  - Chidozie Awaziem, footballeur nigérian. (31 sélections en équipe du Nigeria).
  - Chloé Dygert, cycliste sur piste et sur route américaine. Médaillé d'argent de la poursuite par équipes aux Jeux de Rio 2016 et de bronze de la poursuite par équipes aux Jeux de Tokyo 2020. Championne du monde de cyclisme sur piste de la poursuite par équipes 2016 ainsi que en individuelle et par équipes 2017, 2018 et 2020. Championne du monde de cyclisme sur route du contre la montre individuel 2019.
  - Gonzalo Montiel, footballeur argentin. Champion du monde de football 2022. Vainqueur de la Copa América 2021 ainsi que la Copa Libertadores 2018 et la Ligue Europa 2023. (29 sélections en équipe d'Argentine).
- 1998 :
  - Mirlind Daku, footballeur kosovar puis albanais. (5 sélections avec l'équipe du Kosovo et 6 avec celle d'Albanie).
  - Frank Onyeka, footballeur nigérian. (21 sélections en équipe du Nigeria).
- 1999 :
  - Gianluca Scamacca, footballeur italien. Vainqueur de la Ligue Europa 2024. (20 sélections en équipe d'Italie).
- 2000 :
  - Boško Šutalo, footballeur croate.

### XXIesiècle
- 2001 :
  - Yasser Larouci, footballeur franco-algérienne. (3 sélections avec l'équipe d'Algérie).
  - Tom Hooper, joueur de rugby à XV australien. (6 sélections en équipe d'Australie).
- 2002 :
  - Simon Adingra, footballeur ivoirien. (7 sélections en équipe de Côte d'Ivoire).
  - Riku Handa, footballeur japonais.
- 2004 :
  - Lamine Camara, footballeur sénégalais. Champion d'Afrique des nations de football 2022. (8 sélections en équipe du Sénégal).
  - Román Vega, footballeur argentin
- 2007 :
  - Adrian Przyborek, footballeur polonais.

## Décès

### XXesièclede1901à1950
- 1905 :
  - Mabel Cahill, 41 ans, joueuse de tennis américaine. Victorieuse de l'US Open 1891 et 1892. (° 2 avril 1863).
- 1923 :
  - Willie Keeler, 50 ans, joueur de baseball américain. (° 3 mars 1872).

### XXesièclede1951à2000
- 1955 :
  - Auguste Doriot, 92 ans, pilote de courses automobile français devenu constructeur automobile. (° 24 octobre 1863).

- 1964 :

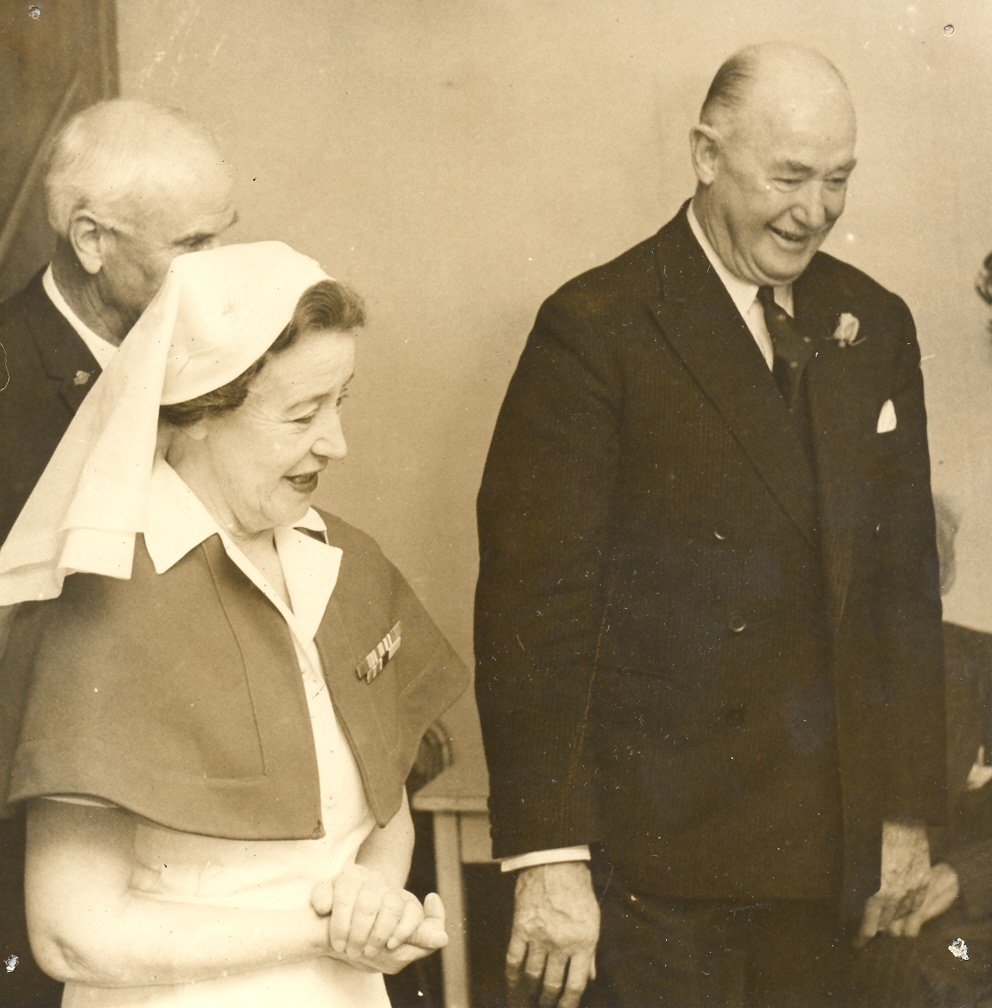
Arthur Porritt.

  - Kate Gillou, 76 ans, joueuse de tennis française. Victorieuse des tournois de Roland Garros 1904, 1905, 1906 et 1908. (° 17 février 1887).
- 1968 : 
  - Guy Boniface, 30 ans, joueur de rugby français. Vainqueur des Tournois des Cinq Nations 1960 et 1961 (35 sélections en équipe de France). (° 6 mars 1937).

- 1986 : 

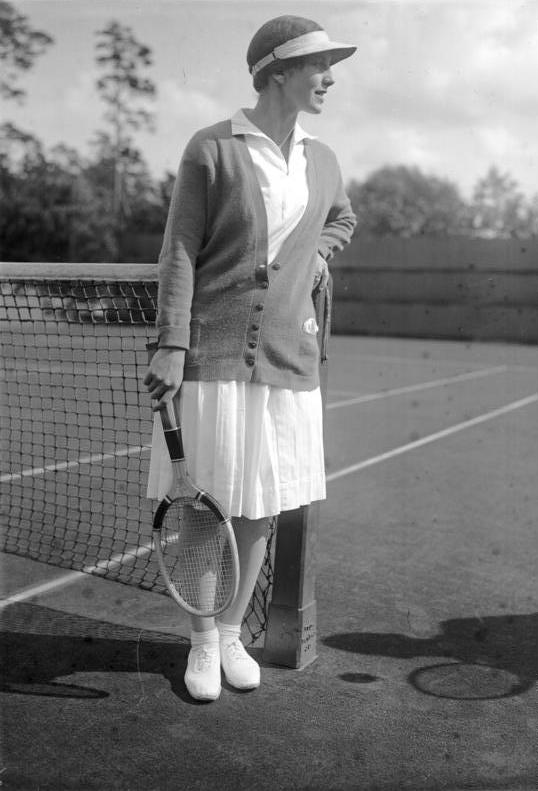
Helen Wills.

  - Bruce Norris, 71 ans, dirigeant et manager de hockey sur glace canadien. (° 19 février 1924).
- 1993 :
  - Adolf-Werner Lang, 79 ans, pilote de courses automobile allemand. (° 4 mai 1913).
- 1994 : 
  - Arthur Porritt, 93 ans, athlète de sprint, puis Homme d'État néo-zélandais Médaillé de bronze du 100 m aux  Jeux de Paris 1924. Membre du CIO de 1934 à 1967. (° 10 août 1900).
- 1998 : 
  - Helen Wills, 92 ans, joueuse de tennis américaine. Championne olympique en simple et en double aux Jeux de Paris 1924. Victorieuse des US Open de tennis 1923, 1924, 1925, 1927, 1928, 1929 et 1931, des Tournois de Wimbledon 1927, 1928, 1929, 1930, 1932, 1933, 1934 et 1935, et des Tournois de Roland Garros 1928, 1929, 1930 et 1932. (° 6 octobre 1905).

### XXIesiècle
- 2003 : 
  - Joel Antônio Martins, 71 ans, footballeur brésilien. Champion du monde de football 1958. (14 sélections en équipe du Brésil). (° 23 novembre 1931).
- 2005 : 
  - Dmitri Nelyubin, 33 ans, cycliste sur piste russe. Champion olympique de poursuite par équipes aux Jeux de Séoul 1988. (° 8 février 1971).
- 2006 : 
  - Paul Lindblad, 64 ans, joueur de baseball américain. (° 9 août 1941).
- 2007 :
  - Darrent Williams, 24 ans, joueur de foot U.S. américain. (° 27 septembre 1982).
  - Thierry Bacconnier, 43 ans, footballeur français. (° 2 octobre 1963.)
  - Ernie Koy, 97 ans, joueur de baseball américain. (° 17 septembre 1909).
- 2008 :
  - Lucas Sang, 46 ans, athlète de sprint kényan. (° 12 février 1961).
  - Oleg Tolmachev, 88 ans, hockeyeur sur glace puis entraîneur soviétique puis russe. (° 19 août 1919).
- 2011 : 
  - Billy Joe Patton, 88 ans, golfeur américain. (° 19 avril 1922).
- 2012 : 
  - Jorge Andrés Boero, 38 ans, pilote de moto-raid argentin. (° 3 juillet 1973).
  - Bob Anderson, 89 ans, escrimeur britannique. (° 15 septembre 1922).
  - Gary Ablett, 46 ans, footballeur puis entraîneur anglais. (° 19 novembre 1965).
- 2013 : 
  - Christopher Martin-Jenkins, 67 ans, journaliste sportif britannique, spécialiste du cricket. (° 20 janvier 1945).
- 2017 : 
  - Aleksander Tšutšelov, 83 ans, skipper soviétique puis estonien. Médaillé d'argent de finn aux Jeux de Rome 1960. (° 26 avril 1933).
- 2021 : 
  - Bernard Guignedoux, 73 ans, footballeur puis entraîneur français. (° 31 janvier 1947).